# Belfiore
Belfiore és un comune (municipi) de la província de Verona, a la regió italiana del Vèneto.
A 1 de gener de 2020 la seva població era de 3.261 habitants.
Belfiore limita amb els següents municipis: Arcole, Caldiero, Colognola ai Colli, Ronco all'Adige, Soave, Veronella, Zevio, Albaredo d'Adige i San Bonifacio.